# EVP
Electronic Voice Phenomena (zkráceně EVP) nebo také česky Fenomén elektronického hlasu jsou zvuky zachycené nahrávacími zařízeními, které připomínají hlas údajně patřící duchům. Zájem různých lidí o EVP vychází z tvrzení, že jde o způsob komunikace mrtvých, usilujících o kontakt s naším světem. Jde o "hlasy" zachycené na různých nahrávacích médiích, které nepatří žádné rozhlasové stanici, ani staré nahrávce. Bývají často útržkovité, náhodně se objevující.
Z vědeckého hlediska existuje několik teorií přirozeného vzniku EVP, mezi něž patří vrozená tendence lidského tvora hledat v náhodných datech vzory a smysluplné významy (tzv. Apofenie), nebo akustická Pareidolie, případně artefakty tvořené samotnými nahrávacími přístroji a nebo smyšlené "poplašné" zprávy (tzv. hoaxy).
Na základě tematiky EVP byly natočeny dva celovečerní filmy Hlas smrti.

## Historie
Mezi prvními, kdo se pokusil zaznamenat hlasy mrtvých, byl roku 1941 fotograf Attila von Szalay. Pořádal několik sezení na objednávku, které zaznamenával přístrojem skládajícím se z mikrofonu a nahrávajícího zařízení. Szalay ohlásil objevení mnoha zvuků, které nebyly slyšet během rozhovoru. Některé byly natočeny za nepřítomnosti osob a věřil že tyto zvuky patří duchům. Von Szalay spolupracoval s Raymondem Baylessem a jejich společná práce byla zveřejněna v roce 1959 časopisem The American Society. Bayless později vydal knihu Phone Calls From the Dead.
V roce 1959 zaslechl švédský malíř Friedrich Jüngerson, který si s oblibou nahrával na pásku ptačí zpěv, uprostřed skladby  hlasy svého zesnulého otce a manželky volající jeho jméno. Jürgenson pokračoval v nahrávání a později se mu podařilo také nahrát zprávu od své matky.
Jeden z nejznámějších psychologů proslavených v oblasti EVP byl Konstantin Raudive z Lotyšska, který vyučoval spolu s Jürgensonem na švédské univerzitě v Uppsale. Raudive zhotovil přes 100 000 nahrávek, které popsal jako spojení s lidmi bez těla. Po přezkoumání v laboratoři bylo potvrzeno, že některé z těchto nahrávek obsahují identifikovatelná a zřetelná slova. Při pokusu potvrdit obsah této sbírky si Raudive pozval posluchače, kterým tyto nahrávky interpretoval. Věřil, že srozumitelnost nahraných hlasů naznačuje, že nemohly být vytvořeny obyčejnými prostředky. Výzkum Konstantina Raudiva byl formálně zveřejněn v jeho první knize „Breakthrough – An Amazing experiment in Electronic Communication with the death“ vydané v roce 1968. 
Roku 1980 William O’neil zkonstruoval elektronické zvukové zařízení nazvané „The Spiricom“. O’neil prohlašoval, že zařízení sestrojil následně po duševním spojení s Georgem Muellerem, vědcem který zemřel před šesti lety. Na tiskové konferenci 6. dubna 1982 ve Washingtonu O’neil uvedl, že byl schopen udržet vzájemnou konverzaci s duchy pomocí Spiricomu a poskytl tím výzkumníkům spoustu poznatků. Nicméně, nikdo kromě O’neila přístroj nedokázal obsluhovat.
V roce 1982 Sarah Estep založila v Marylandu nevýdělečně činnou organizaci The American Association of Electronic Voice Phenomena (AA-EVP) za účelem rostoucího zájmu o EVP a začala vyučovat standardní metody nahrávání. Estep zkoumala od roku 1976 stovky nahrávek se zprávami od zesnulých přátel, příbuzných a dalších lidí, včetně Konstantina Raudiveho, Beethovena, lidí z 18. století z Filadelfie, Pensylvánie a mimozemskými bytostmi, o kterých tvrdila, že jsou z jiné planety nebo dimenze.
V roce 1997 zkoumal Imants Barušs z Oddělení Univerzity Psychologie z Ontaria experimenty Konstantina Raudiveho. Rádio bylo naladěno na prázdnou frekvenci přes 81 sezení a bylo vytvořeno celkem 60 hodin a 11 minut nahrávek. Během nahrávání osoba buď mlčky seděla a nebo se pokoušela o slovní kontakt s potenciálním zdrojem. Barušs uvedl, že udělal záznam několika událostí, které zněly jako hlasy, ale byly příliš slabé, náhodné a nedaly se definitivně určit jako EVP. Jeho závěr zněl: „Žádný z důkazů nacházejících se na magnetofonových páskách nebyl neobvyklý a přesvědčivě nepoukazoval na komunikaci s duchy. Z těchto důkazů předpokládáme, že EVP není objektivní a při studii selhalo“. Jeho nálezy byly zveřejněny v časopise Scientific Exploration v roce 2001. Barušsův názor vyvrátil o čtyři roky později v časopise The society for Psychical Research Alexandra MacRae. Ten použil při pokusu sedm lidí, s jejichž pomocí dospěl k názoru, že nahrávky byly paranormálního původu.
Přenosné digitální nahrávače zvuku jsou aktuální technologií pro současné EVP vyšetřovatele. Tato zařízení jsou velmi náchylná na vysokofrekvenční rušení (RF), někteří nadšenci zkoušejí zaznamenávat EVP v RF a zvukově neprostupných místnostech, ale většinou bez výsledku, protože při nahrávání EVP musí být v okolí šum. Z tohoto důvodu se používají dva záznamníky, které se liší zvukovou kvalitou a spíše se spoléhá na přístroj menší kvality. Nadšenci EVP charakterizují slovo EVP jako schopnost učení se nového jazyka.[zdroj?]